# Werelderfgoed in Estland
Tot het Werelderfgoed in Estland behoren tegenwoordig twee Werelderfgoederen, waaronder één internationaal Werelderfgoed. Het eerste Werelderfgoed werd in 1997 ingeschreven.

## Werelderfgoederen

### Actuele Werelderfgoederen
Deze lijst toont de twee Werelderfgoederen in Estland in chronologische volgorde (C – Cultuurerfgoed; N – Natuurerfgoed).
| Naam                        | Jaar | Soort | Beschrijving | Afbeelding |
| --------------------------- | ---- | ----- | --- | ---------- |
| Oude Stad van Tallinn       | 1997 | C     | De oorsprong van Tallinn ligt in de 13e eeuw, toen er door de Kruisridders van de Duitse Orde een burcht werd gebouwd. De latere belangrijke positie in de Hanze en de daarmee verbonden rijkdom voerde tot een weelde aan openbare gebouwen (de kerken in het bijzonder) en een vergelijkbare architectuur van koopmanshuizen. |            |
| Geodetische boog van Struve | 2005 | C     | Omvat 34 speciaal gemarkeerde meetpunten langs de Geodetische boog van Struve in Estland, Finland, Letland, Litouwen, Moldavië, Noorwegen, Oekraïne, Rusland, Wit-Rusland en Zweden, die dienden voor de vaststelling van de precieze vorm van de Aarde in Noord- en Oost-Europa.                                               |            |

### Als Werelderfgoed genomineerde objecten
In de zogenaamde voorlopige lijst van de UNESCO worden objecten ingeschreven, die naar het inzicht van de betreffende regering potentieel voor de erkenning als Werelderfgoed in aanmerking komen. Dit zegt niets over de eventuele daadwerkelijke succesvolle inschrijving op de lijst. Tegenwoordig (2014) zijn op de lijst drie objecten uit Estland ingeschreven.
| Naam | Jaar | Soort | Beschrijving | Afbeelding |  |
| --- | ---- | ----- | --- | ---------- |  |
| Bisschopsburcht van Kuressaare                                                                               | 2002 | C     | De Bisschopsburcht van Kuressaare, voorheen Arensburg, is een van de best bewaard gebleven Middeleeuwse burchten in de Baltische staten. De beslissing over het Werelderfgoed werd in 2004 verdaagd en een uitbreiding met de stad Kuressaare aanbevolen. |            |  |
| Baltische klippen                                                                                            | 2004 | N     | De Baltische Klippen strekken zich uit van het Zweedse Öland tot aan Estland. Van de kust in Estland zijn 250 km door hun kalkformaties en watervallen beschermenswaardig.                                                                                |            |  |
| Baltische Loofweiden van Estland (Laelatu, Kalli-Nedrema, Mäepea, Allika, Tagamoisa, Loode, Koiva, Halliste) | 2004 | C / N | De Baltische Loofweiden zijn ontstaan door eeuwenlang aanhoudend gemengd gebruik van wouden en traditionele landbouw. |            |  |

## Objecten voorheen op de Kandidatenlijst
Deze objecten werden ven de voorlopige lijst verwijderd en door nieuwe vervangen.
| Naam                          | Jaar | Soort | Beschrijving | Afbeelding |
| ----------------------------- | ---- | ----- | --- | ---------- |
| Nationaal park Soomaa         | 2002 | N     | De vier grote Moerassen Kuresoo, Valgeraba, Kikepera en Öördi liggen in het stroomgebied van de rivier Pärnu, bij overstroming kan het gebied tot een maximaal oppervlak van 110 km² uitbreiden. Het Nationaal park stond op de nominatielijst, maar werd door Estland echter weer teruggetrokken. |            |
| Klippen van Saka-Ontika-Toila | 2002 | N     | |            |
| Nationaal park Karula         | 2002 | N     | |            |
| Kaali Meteorietenkraters      | 2002 | N     | |            |
| West-Estische Archipel        | 2002 | N     | |            |

## Werelderfgoed voor documenten
Deze lijst toont de documenten en archieven opgenomen in het Memory of the World-programma van UNESCO.
| Naam          | Jaar | Beschrijving                                                                  | Afbeelding |
| ------------- | ---- | ----------------------------------------------------------------------------- | ---------- |
| Baltische Weg | 2009 | Een serie documenten die de gebeurtenis registreren (met Letland en Litouwen) |            |

## Immaterieel werelderfgoed
Deze lijst toont tradities opgenomen als immaterieel werelderfgoed.
| Naam                                                       | Jaar | Beschrijving                                        | Afbeelding |
| ---------------------------------------------------------- | ---- | --------------------------------------------------- | ---------- |
| de cultuur van Kihnu                                       | 2008 |                                                     |            |
| De Baltiche zang en danstraditie                           | 2008 | Samen met Letland en Litouwen                       |            |
| Seto Leelo                                                 | 2011 | Een polyphonische zangtraditie van de Setomaa-regio |            |
| De Rooksauna-traditie in Võrumaa                           | 2014 |                                                     |            |
| Productie en gebruik van boomstamkano's in de Soomaa-regio | 2021 |                                                     |            |